# Phidippus johnsoni
Die Spinnenart  Phidippus johnsoni  ist sehr kleiner Vertreter aus der Familie der Springspinnen, die Männchen werden nur 11 mm und die Weibchen 13 mm lang.

## Aussehen

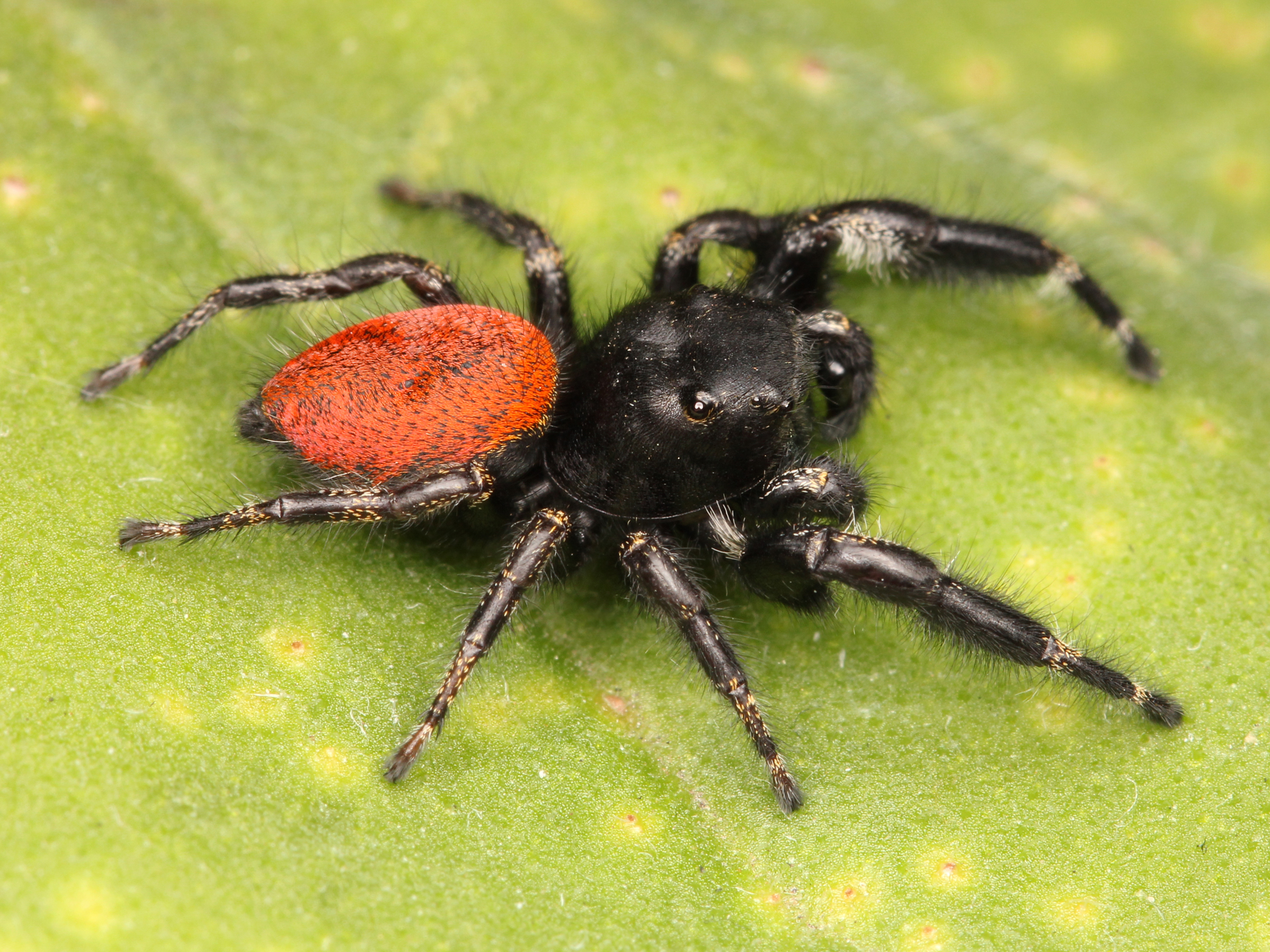
Männliche Phidippus johnsoni

Diese Art ist größtenteils schwarz gefärbt. Ausnahme ist der obere Teil des Hinterleibs, der beim Männchen komplett rot ist. Beim Weibchen ist der Hinterleib mit einem gelben Rand und in der Mitte mit einem dicken, schwarzen Strich versehen. Das erste Beinpaar und der Hinterleib sind beim Männchen mit dichtem, metallisch glänzendem Haar versehen.

## Lebensraum
Diese Art kommt in den Rocky Mountains und in Felsengebieten westlich davon bis zur Pazifikküste vor.

## Lebensweise
Beutetiere werden bis in einer Entfernung von 20 Zentimetern wahrgenommen. Diese Art baut keine Netze, sondern geht aktiv auf Jagd nach Fliegen und anderen Insekten, indem sie sich auf sie herabstürzt. Ihren Fall sichert sich Phidippus johnsoni mit Hilfe eines starken Spinnfadens ab und kehrt damit bei einem erfolglosen Jagdversuch an ihren ursprünglichen Ausgangspunkt zurück. Diese Art ist territorial.

## Fortpflanzung
Bei der Brautwerbung präsentiert sich das Männchen vor dem auserwählten Weibchen und streckt seine metallisch glänzenden Vorderfüße in die Höhe, danach kriecht es umher und bewegt seinen Hinterleib hin und her. Im Anschluss verführt es einen springenden Tanz vor dem Weibchen. Das Weibchen legt seine Eier in einen Kokon und bewacht ihn bis zum Schlupf der Jungen. Die Jungtiere bleiben die ersten Lebenstage eng beisammen und gehen dann ihrer eigenen Wege.